# 辰巳楓佳
辰巳楓佳（Tatsumi Fuka，1993年11月22日—），日本女子跳水運動員，兵庫縣出生，畢業於光ガ丘中学校及甲子園学院高校，現就讀於甲子園大学。

## 簡歷
2014年9月，辰巳楓佳代表日本參加在韓國仁川舉行的亞洲運動會跳水比賽。